# 派恩斯城 (印地安納州)
派恩斯城（英語：Town of Pines）是一個位於美國印地安納州波特縣的城鎮。

## 人口
根據2010年美國人口普查的數據，派恩斯城的面積為5.84平方千米，當中陸地面積為5.84平方千米，而水域面積為0.00平方千米。當地共有人口708人，而人口密度為每平方千米121人。